# Posmrtné skvrny

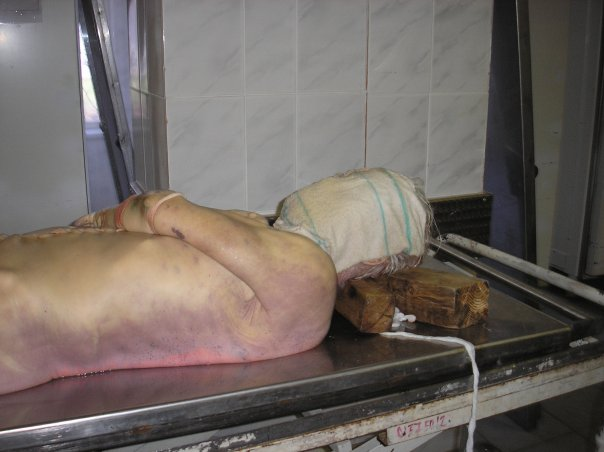
Patrný livor mortis ve spodní části těla

Posmrtné skvrny (latinsky livor mortis, množné číslo livores mortis, kde līvor znamená „modrá skvrna, modřina“ a mortis „smrti“) jsou jednou z fyzikálních posmrtných změn, které se manifestují na kůži v důsledku hypostázy, tj. klesání krve v cévách do nejníže položených tkání zesnulého (v závislosti na poloze těla umírajícího). Na těle jsou viditelné skvrny namodralé až červenofialové barvy.
Po smrti dochází k zástavě cirkulace krve a ke kontrakci cév. Krev se následně sama hromadí a vlivem gravitace klesá (nejprve červené krvinky, posléze ostatní složky). Posmrtné skvrny se objevují na částech těla obrácených k zemi, ne však na těch částech těla, které jsou k zemi přitlačené. Livor mortis se začíná projevovat zhruba půl hodiny až dvě hodiny po smrti a k jeho plnému vyjádření dochází do šesti až dvanácti hodin. Z počátku při aplikaci tlaku posmrtné skvrny dočasně mizí (jsou vytlačitelné), po zhruba osmi až dvanácti hodinách to již v důsledku hemolýzy možné není.
Přítomnost nebo naopak absence posmrtných skvrn může koronerovi pomoci při určení přibližné doby smrti. Při forenzním vyšetřování může napovědět, zda bylo s tělem po smrti hýbáno (to lze předpokládat například u těla ležícího obličejem k zemi s livorem mortis na zádech). Povaha a zbarvení posmrtných skvrn může indikovat konkrétní příčinu úmrtí (například otravu).